# Monessen
Monessen é uma cidade localizada no estado norte-americano de Pensilvânia, no Condado de Westmoreland.

## Demografia
Segundo o censo norte-americano de 2000, a sua população era de 8669 habitantes.
Em 2006, foi estimada uma população de 8219, um decréscimo de 450 (-5.2%).

## Geografia
De acordo com o United States Census Bureau tem uma área de
7,9 km², dos quais 7,5 km² cobertos por terra e 0,4 km² cobertos por água.

## Localidades na vizinhança
O diagrama seguinte representa as localidades num raio de 4 km ao redor de Monessen.

## Personalidades
- Christian Boehmer Anfinsen (1916-1995), prémio Nobel da Química de 1972